# Confraria de Mestres Fusters i Gremi de Fusters, Ebenistes i Similars de Barcelona
La Confraria de Mestres Fusters i Gremi de Fusters, Ebenistes i Similars de Barcelona és una entitat de Barcelona documentada des de mitjan segle xiii. La Confraria i el Gremi han promogut l'ús i el coneixement d'aquest material i han fomentat la innovació d'un sector que, sobretot pel que fa al moble, el disseny i la construcció, té una presència significativa en la vida de les persones i en el progrés de les societats. El 2015 aquesta entitat va rebre la Creu de Sant Jordi "per la seva contribució a la dignificació dels oficis de la fusta en totes les seves variants".